# Joao Plata
Joao Jimmy Plata Cotera (Guaiaquil, 1 de março de 1992) é um futebolista equatoriano que atualmente joga pelo Real Salt Lake.

## Carreira

### LDU
Plata fez sua estreia como profissional no ano de 2010, jogando 7 partidas e marcando 1 gol. No começo de 2011 foi emprestado ao Toronto FC do Canadá.
No dia 2 de abril de 2011 Plata fez sua estreia com o Toronto FC contra o Chivas USA. Em 2011 foi considerado o melhor jogador do time. No período de um ano e meio, jogou 36 partidas e fez 3 gols. 
Em julho de 2012 Plata foi emprestado pelo Toronto FC para jogar a Segunda Etapa do Campeonato Equatoriano com a LDU.

## Títulos
LDU
- Campeonato Equatoriano: 2010

Toronto FC
- Campeonato Canadense de Futebol: 2011, 2012
- gabriel  e incrivel jesus

- George Gross Memorial Trophy: 2011
- Toronto FC Player of the Year: 2011